# Mãe Meera
Mãe Meera (Chandepalle, 26 de dezembro de 1960) é uma líder religiosa da Índia, uma das mais veneradas e amadas avatares da Mãe Divina. Desde cedo ela se mostrou ser uma criança fora do comum. Os seus pais trataram-na como uma criança excepcional. Sua família não era particularmente religiosa não tendo ela sido educada dentro de nenhuma tradição em particular. Mãe Meera nunca seguiu um guru humano, nunca leu filosofia religiosa, nunca praticou a sadhana nem seguiu nenhuma disciplina em particular. O seu contacto com o Absoluto foi imediato e directo[carece de fontes?].
Os seus verdadeiros pais foram os guias espirituais que encontrou em visões pois foram eles que lhe deram o amor e o apoio de que ela necessitava. Com a idade de dois ou três anos, virava-se em direcção a "outras luzes" quando necessitava de apoio. Com seis anos conheceu a primeira experiência de Samadhi e perdeu a consciência durante todo o dia. Segundo ela, essa experiência ensinou-lhe a desapegar-se completamente das relações humanas: "A partir desse dia, decidi viver no Divino e pela vontade e ajuda do Divino".
O estado de Samadhi era constante nela. Sob os auspícios do seu tio, Reddy (já desaparecido), Mãe Meera viveu durante um certo tempo em Pondicherry onde a sua presença extraordinária atraiu atenções consideráveis. Mãe Meera está acompanhada por uma mulher muito devota desde 1974, Adilaksmi Olatti.
Mãe Meera casou com um alemão em 1982. Vive actualmente em Schaumburg, uma vila tranquila da Alemanha. Mesmo não tendo procurado publicidade, milhares de pessoas de todo o mundo vêm receber o seu Darshan, o seu estado silencioso de graça e de luz pelo seu olhar fixo e o seu contacto. A Mãe dá aos seus filhos uma transmissão directa da luz que dissolve todas as barreiras e muda o ser por inteiro.